# Teodor Skumin Tyszkiewicz
Teodor Skumin Tyszkiewicz herbu Leliwa (ur. 1533, zm. przed 6 maja 1618 roku) – szlachcic pochodzenia ruskiego, pełniący urzędy; wojewody nowogródzkiego od 1590 r., podskarbiego wielkiego litewskiego w latach 1586-1590, podskarbiego nadwornego litewskiego od 1576 r. Posłował do Moskwy w 1578 r., starosta ekonomii grodzieńskiej, był starostą niegrodowym Jurborka, Olity i Nowowoli.
Teodor Skumin Tyszkiewicz prawdopodobnie urodził się w Czarnobylu, gdzie jego ojciec pełnił rolę starosty. Był synem Jana Skumina Tyszkiewicza i mężem Katarzyny Lackiej, córki pisarza polnego litewskiego Teodora Lackiego i Izabelli Bonarelli de Rovere. Teodor miał jedynego syna Janusza Skumina Tyszkiewicza, który w 1640 roku został wojewodą wileńskim. Teodor miał jedną wnuczkę Katarzynę Eugenię Tyszkiewicz, na której skończyła się ta linia Tyszkiewiczów (Skuminów).
W 1589 roku był sygnatariuszem ratyfikacji traktatu bytomsko-będzińskiego na sejmie pacyfikacyjnym.
Był on obok Konstantego Wasyla Ostrogskiego najbardziej wpływową postacią wyznania prawosławnego w Rzeczypospolitej. Brał on udział w procesie powstawania unii brzeskiej. Przyjaźnił się z metropolitą kijowskim Michałem Rahozą i konsultował się z nim w tej sprawie. Ostatecznie, mimo swojego wcześniejszego niezdecydowania, poparł postanowienia unii brzeskiej i przystąpił do kościoła greckokatolickiego, zostając jego największym protektorem.
Teodor Skumin Tyszkiewicz zmarł w wieku 85 lat. Jego uroczysty pogrzeb odbył się 24 lipca 1618 roku w Wilnie. Jego ciało zostało złożone w kaplicy Najświętszej Panny, wileńskiej cerkwi pod wezwaniem Świętej Trójcy. W owej kaplicy grobowej, nazywanej często kaplicą Tyszkiewiczów, oprócz Teodora pochowani zostali; jego żona Katarzyna oraz syn Janusz razem z żoną Barbarą z Naruszewiczów.
Był wyznawcą prawosławia, w 1603 roku przystąpił do unii brzeskiej.